# Royal Agio Cigars
Royal Agio Cigars ist ein Zigarrenproduzent mit Sitz in Duizel (Gemeinde Eersel) in den Niederlanden. 

## Geschichte
Die Firma wurde 1904 von Jacques Wintermans als A. Wintermans & Zonen gegründet. Zwischen 1913 und 1928 wurden weitere Niederlassungen, darunter in Reusel eröffnet. 1950 wurde die Marke Agio eingeführt. Ein Großteil der Produktion wurde 1972 nach Malta verlegt. 1983 übernahm man die Marken Panter und Balmoral  von Douwe Egberts. Eine Plantage wurde 1985 in Sri Lanka eröffnet und 1990 in der Dominikanischen  Republik eine Firma. Mit der Eröffnung einer neuen Produktionsstätte und Bürogebäuden 2007 in Westerlo mit 30.000 m² ist Agio die größte Zigarrenfabrik in Europa. 
Im Januar 2020 wurde Royal Agio von der Scandinavian Tobacco Group übernommen.

## Daten
Die Firma wird noch immer seitens der Wintermansfamilie gehalten und gemanagt. In über 100 Ländern werden die Produkte vertrieben. Die Marken von Royal Agio Cigars sind: Balmoral, Mehari’s, Panter, Agio, De Huifkar und San Pedro de Macoris. Agio beschäftigt heute (2019) über 2500 Mitarbeiter, die jährlich 770 Millionen Zigarren produzieren.